# Elisa Pegreffi
Elisa Pegreffi (Genova, 10 giugno 1922 – Milano, 14 gennaio 2016) è stata una violinista italiana.

## Biografia
Elisa Pegreffi iniziò gli studi del violino col padre, Roberto, primo dei secondi violini del Teatro Carlo Felice di Genova. Proseguì gli studi con Antonio Abussi al Liceo musicale di Genova. Dopo il diploma, proseguì la sua formazione presso l’Accademia di Santa Cecilia a Roma e all’Accademia musicale Chigiana di Siena con Arrigo Serato. Vinse diversi concorsi nazionali. 
A Siena prese parte alla nascita del futuro Quartetto Italiano, che avvenne sotto l'egida del violoncellista Arturo Bonucci. Il debutto ufficiale ebbe luogo a Carpi il 12 novembre 1945. 
Elisa Pegreffi fece parte del Quartetto Italiano fino all'ultimo. Sospese momentaneamente la sua carriera di violinista quando fu deciso di sciogliere il Quartetto nel 1980.  
Dal 1984 al 1985 nell’ambito di una nuova formazione quartettistica, prese parte ad una serie di esecuzioni pubbliche dell’Arte della Fuga (BWV 1080) di Johann Sebastian Bach trascritta da Paolo Borciani. 
Dal 1987 al 1992 insegnò Quartetto al Conservatorio di Parma.
Al di là del Quartetto, Elisa Pegreffi rimase un punto di riferimento a Parma e a Milano per tanti allievi e musicisti. Pegreffi trascorse gli ultimi anni come ospite di Casa Verdi a Milano. Fu sposata con Paolo Borciani. Mancò il 14 gennaio 2016. Nel corso della sua carriera suonò sempre con un violino Ambroise de Comble del 1757. Fra i diversi archi da lei usati, c'era un Giuseppe Lecchi di Genova (che ella riteneva molto buono) e un arco Finckel.